# Episodi di 8 sotto un tetto (quinta stagione)
La quinta stagione della serie televisiva 8 sotto un tetto è andata in onda originariamente negli Stati Uniti d'America sul canale ABC dal 24 settembre 1993 al 20 maggio 1994.
In Italia è stato trasmesso dal 29 luglio 1996 su Canale 5.
| nº | Titolo originale                | Titolo italiano           | Prima TV USA      | Prima TV Italia |
| -- | ------------------------------- | ------------------------- | ----------------- | --------------- |
| 1  | Hell Toupee                     | Rivali in amore           | 24 settembre 1993 | 29 luglio 1996  |
| 2  | It Didn't Happen One Night      | Steve alla riscossa       | 1º ottobre 1993   |                 |
| 3  | Saved by the Urkel              | Il gatto e il topo        | 8 ottobre 1993    | 1º agosto 1996  |
| 4  | A Matter of Principle           | Baciami Steve             | 15 ottobre 1993   | 2 agosto 1996   |
| 5  | Money Out the Window            | La statua della libertà   | 22 ottobre 1993   | 31 luglio 1996  |
| 6  | Best Friends                    | Una mamma per amica       | 29 ottobre 1993   | 3 agosto 1996   |
| 7  | Grandmama                       | Magica Clarabella         | 5 novembre 1993   | 5 agosto 1996   |
| 8  | Dr. Urkel and Mr. Cool          | Stefan il vanitoso        | 12 novembre 1993  | 7 agosto 1996   |
| 9  | Car Wars                        | A tutto gas               | 19 novembre 1993  | 6 agosto 1996   |
| 10 | All the Wrong Moves             | Mosse sbagliate           | 26 novembre 1993  |                 |
| 11 | Christmas Is Where the Heart Is | Il Treno di Natale        | 10 dicembre 1993  |                 |
| 12 | Scenes from a Mall              | Perdutamente innamorato   | 17 dicembre 1993  | 8 agosto 1996   |
| 13 | Rock Enroll                     | Studiando cantando        | 7 gennaio 1994    | 10 agosto 1996  |
| 14 | Like a Virgin                   | Situazioni imbarazzanti   | 14 gennaio 1994   |                 |
| 15 | Good Cop, Bad Cop               | Abuso di potere           | 21 gennaio 1994   |                 |
| 16 | Presumed Urkel                  | Steve alla sbarra         | 4 febbraio 1994   | 13 agosto 1996  |
| 17 | Father of the Bride             | Carl diventa nonno        | 11 febbraio 1994  | 17 agosto 1996  |
| 18 | Psycho Twins                    | Il succo di Morfeo        | 18 febbraio 1994  | 16 agosto 1996  |
| 19 | That's What Friends are For     | Una fraterna amicizia     | 4 marzo 1994      |                 |
| 20 | Opposites Attract               | Giornale galeotto         | 18 marzo 1994     | 20 agosto 1996  |
| 21 | A-Campin' We Will Go            | Un campeggiatore provetto | 1º aprile 1994    |                 |
| 22 | Nunsense                        | Chi bussa al mio convento | 29 aprile 1994    | 22 agosto 1996  |
| 23 | Aunt Oona                       | Musica maestro            | 6 maggio 1994     | 15 agosto 1996  |
| 24 | Stefan Returns                  | Il dolce Stefan           | 20 maggio 1994    | 23 agosto 1996  |